# چشم‌اندازسازی کم‌آب

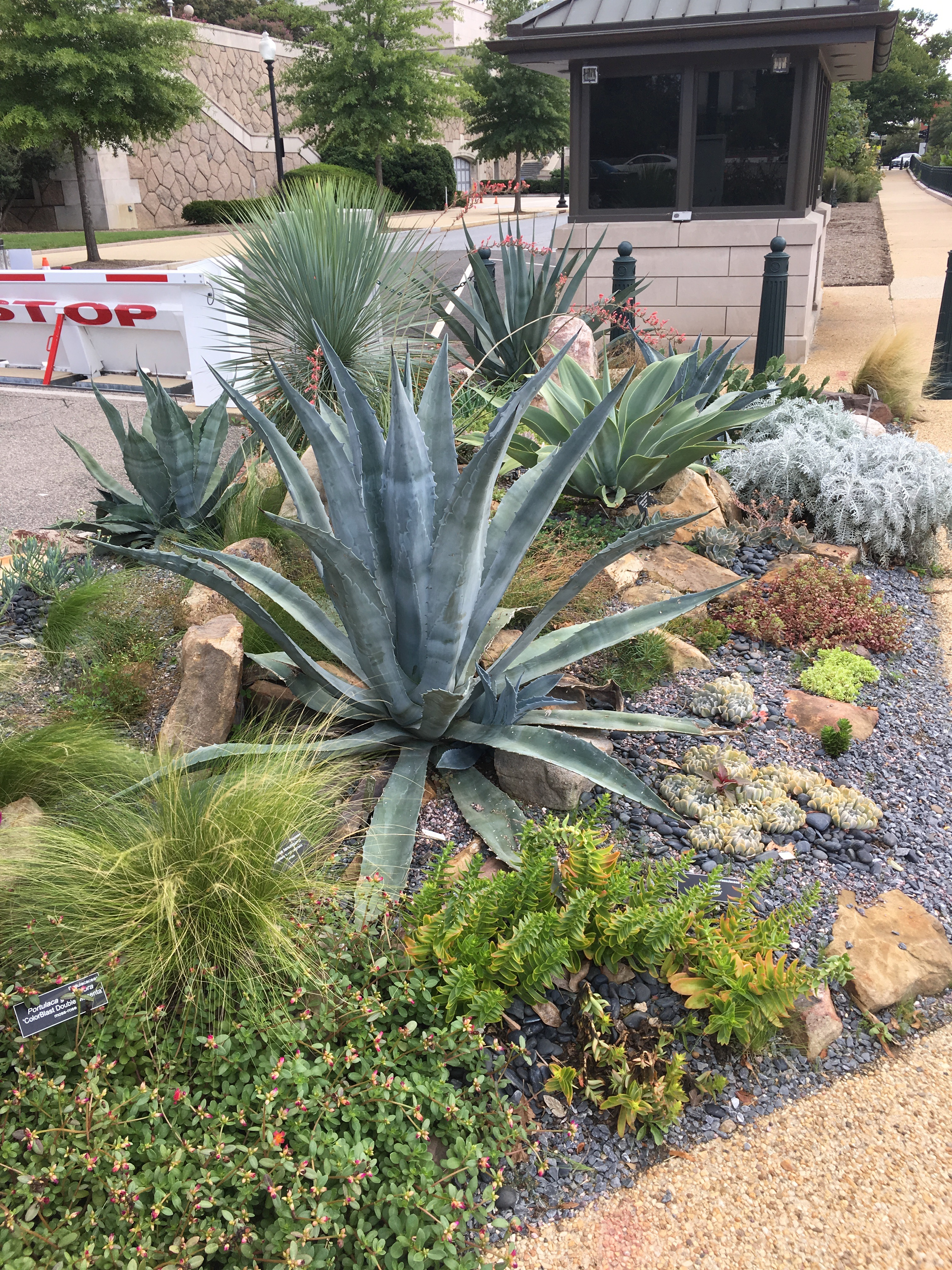
نمونه‌ای از چشم‌انداز کم‌آب بیرون از ساختمان کنگره ایالات متحده در واشینگتن دی سی.

چشم‌اندازسازی کم‌آب یا چشم‌اندازسازی خشک (به انگلیسی: Xeriscaping) فرایند طراحی باغ یا باغبانی است که نیاز به آبیاری را کاهش می‌دهد یا از بین می‌برد. در مناطقی که منابع آب شیرین قابل دسترسی، فراوان یا قابل اطمینان ندارند، ترویج می‌شود و در مناطق دیگر پذیرفته شده‌است زیرا دسترسی به آب آبیاری محدود شده‌است، اگرچه محدود به چنین اقلیم‌هایی نیست. چشم‌اندازسازی کم‌آب ممکن است جایگزینی برای انواع مختلف باغبانی سنتی باشد.

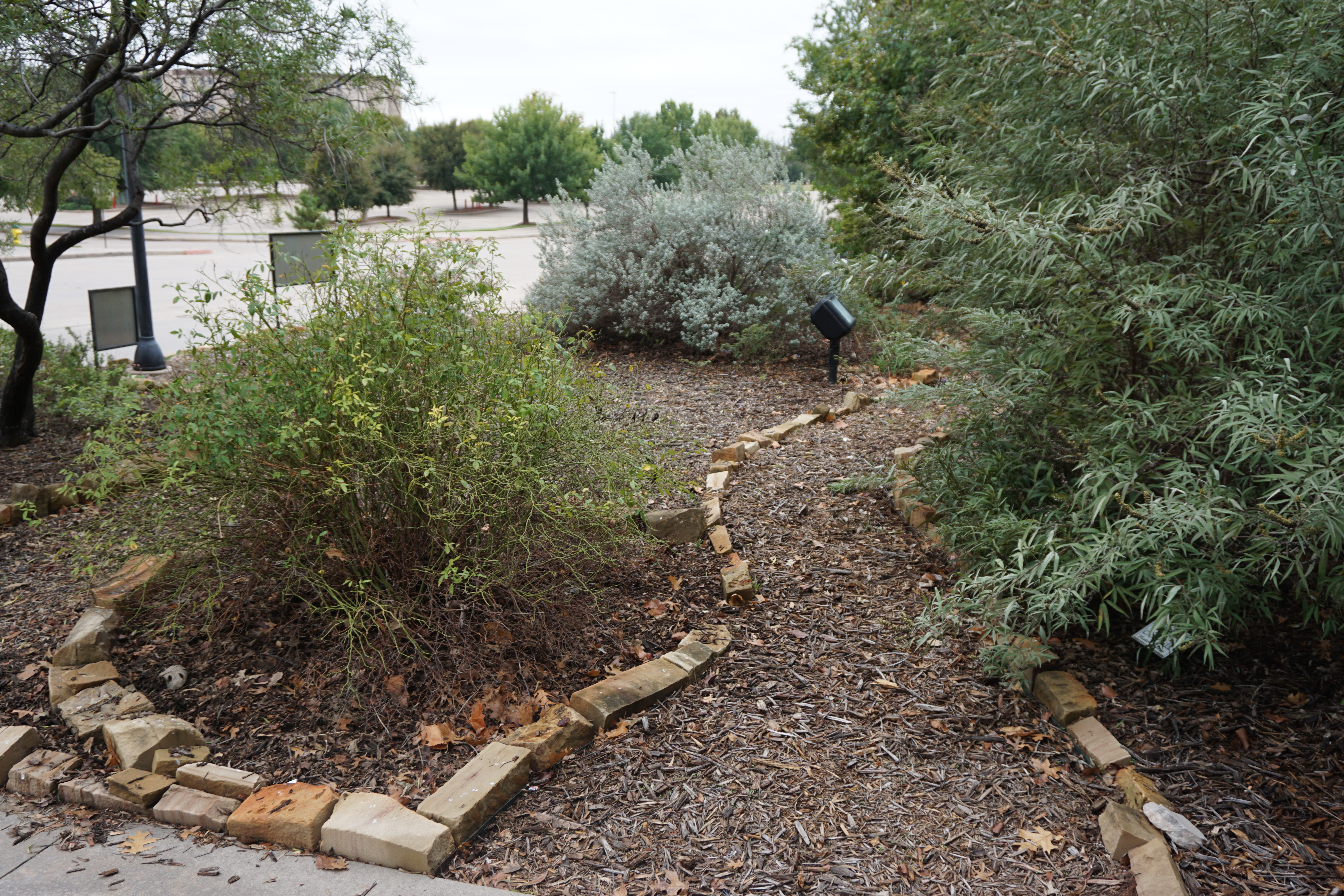
باغ یادبود ال نوریس چشم‌انداز کم‌آب در ویچیتا فالز، تگزاس